# Dobner István
Dobner István (Déva, 1694. december 24. – Kassa, 1746. március 15.) filozófiai és jogi doktor, jezsuita rendi pap, gyorsíró.

## Élete
Tizenöt évesen lépett a rendbe. Rómában négy évig volt a jezsuita-rend poenitentiáriusa. Miután visszatért, Bécsben erkölcsi hittant, a Nagyszombati Egyetemen a szentírást magyarázta. Ezután Bécsben a Pázmány-intézet, Kassán pedig a kollégium igazgatója volt.

## Művei
- Grati animi officium Stephano Bathorio Poloniae regi et Carolo VI. romanorum imperatori, Transilvaniae principibus Claudiopoli, 1725 (két beszéd névtelenül)
- Theatrum belli adversus mundum, fortissimorum athletarum sanctorum Aloysii et Stanislai soc. Jesu… Cassoviae 1728
- Augusta Hungariae spectacula. Augustissimi… Caroli VI. regis Hungariae potentissimi, constantia et fortitudine exhibita… Uo. 1728

### Kéziratban
- Synopsis juris civilis definitionibus et quaestionibus plurimis enucleans omnes titulos institutionum imperialium.